# Tremellodendropsis semivestita
Tremellodendropsis semivestita är en svampart som först beskrevs av Berk. & M.A. Curtis, och fick sitt nu gällande namn av R.H. Petersen 1987. Tremellodendropsis semivestita ingår i släktet Tremellodendropsis, ordningen Auriculariales, klassen Agaricomycetes, divisionen basidiesvampar och riket svampar.   Inga underarter finns listade i Catalogue of Life.